# Атомоход
Атомохо́д (атомное судно) — общее название судов с ядерной энергетической установкой, обеспечивающей ход судна.
Различают атомоходы гражданские (атомные ледоколы, транспортные суда) и военные (авианосцы, подводные лодки, крейсеры, тяжёлые фрегаты).

## Ядерная судовая энергетическая установка
Ядерная судовая энергетическая установка (судовой ядерный энергоблок) в составе атомохода — совокупность устройств для получения тепловой, электрической или механической энергии как результата управляемой ядерной реакции, осуществляемой в ядерном реакторе. Корабельные (судовые) ядерные энергоблоки, а также плавучая атомная электростанция, наряду с одним или несколькими реакторами включают такие элементы, как парогенераторы, паровые турбины, приводимые ими в действие электрические генераторы, а также трубопроводы, насосы и другое вспомогательное оборудование.
Безопасность обслуживающего персонала обеспечивается применением биологической защиты и систем контроля за режимом работы ядерного реактора.

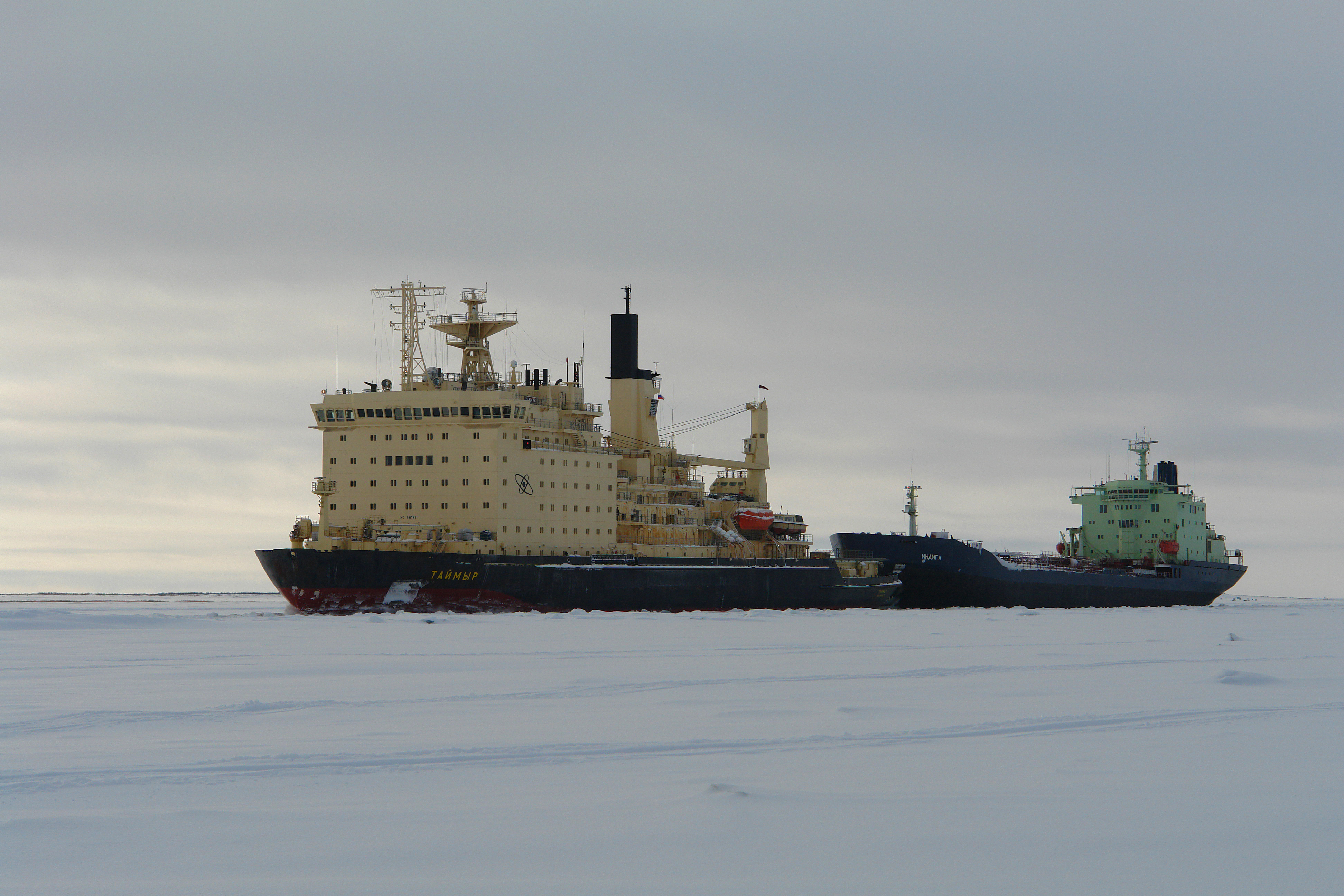
Ледокол «Таймыр»

Парогенераторы, паровые турбины — одни из основных компонентов судовых ядерных энергоблоков, что технически делает атомоходы пароходами (а именно — турбоходами) и турбоэлектроходами с той разницей, что источником тепловой энергии для парогенераторов являются ядерные реакторы.

## История
Первой страной, которая начала разрабатывать проекты использования ядерных установок в мирных целях, в том числе для обеспечения судоходства, был СССР. В ноябре 1949 года академик Игорь Курчатов предложил научно-техническому совету Спецкомитета НКВД, занимавшемуся советским атомным проектом, поддержать доклад С. М. Фейнберга о возможностях «создания атомного двигателя для подводного флота в трех вариантах (водяное, газовое и металлическое охлаждение) с мощностью 10’000 кВт на валу.»
- Первый в мире атомоход — американская подводная лодка «Наутилус» (1954). Она же — первый корабль в истории человечества, прошедший Северный полюс Земли своим ходом.
- Первый советский атомоход — подводная лодка «Ленинский комсомол» (построена по постановлению Совмина 1952 года в 1957, вышла в море под атомной силовой установкой 4 июля 1958 года).

Первый советский судовой атомный двигатель с созданием водяного малого реактора (ВМ) был создан для подводной лодки «Ленинский комсомол», спущенной на воду в 1957 году, через 3 года после того, как свою атомную подводную лодку «Наутилус» начали эксплуатировать американцы. Опыт, полученный при разработке этого двигателя, послужил основой для продолжения работы в мирном направлении и 20 ноября 1953 года Совет министров СССР принял постановление о разработке первого атомного ледокола с целью сопровождения караванов по Северному морскому пути в течение 6—8 месяцев, а при необходимости — 12—14 месяцев.
Научное руководство проектом было возложено на Курчатовский институт, атомную паропроизводящую установку проектировал Горьковский завод № 92, а корпус корабля — Ленинградское ЦКБ-15. Более 500 предприятий Советского Союза создавали специально для атомохода 76 новых типов механизмов и 150 новых образцов оборудования. 5 декабря 1957 года ледокол «Ленин» был спущен на воду, а 3 декабря 1959 года торжественно передан Министерству морского флота СССР.
- Первый в мире надводный атомоход — ледокол «Ленин» (1959, СССР).
- Первый в мире военный надводный атомоход — ракетный крейсер «Лонг Бич» (1961, США).
- Первый в мире авианосец с ядерной силовой установкой — авианосец «Энтерпрайз»(1961, США).
- Первый военный советский надводный атомоход — крейсер «Киров» («Адмирал Ушаков», «Пётр Великий») (1977).
- Советский атомный ледокол «Арктика» впервые в истории человечества достиг своим ходом Северного Полюса (как надводное судно, 1977).

## Гражданские суда с ЯСУ
- Атомные ледоколы
- Муцу (судно)
- Отто Ган (судно)
- Саванна (атомоход)
- Севморпуть (лихтеровоз)
- ССВ-33 «Урал»

## Военные суда с ЯСУ
В настоящее время практически все крупные военные суда оснащаются атомной силовой установкой, см.:
- Атомный авианосец;
- Атомная подводная лодка;
- Атомный ракетный крейсер.

Это обеспечивает им практически неограниченную дальность плавания и возможность длительного поддержания близкой к максимальной скорости хода. В то же время, вопросы боевой устойчивости, живучести и, особенно, безопасности для собственного экипажа корабля с ЯСУ, участвующего в боевом столкновении, остаются открытыми.